# Alfredo Wismer
Alfredo Wismer – argentyński lekkoatleta, młociarz. Trzykrotny medalista lekkoatletycznych mistrzostw Ameryki Południowej.
Zawodnik zdobył trzy medale w rzucie młotem na lekkoatletycznych mistrzostwach Ameryki Południowej: złoty w 1924 roku (41,61 m), srebrny w 1929 roku (46,55 m) i brązowy w roku 1931 (45,435 m). Ponadto Wismer zdobył również brąz w rzucie młotem podczas nieoficjalnych lekkoatletycznych mistrzostw Ameryki Południowej w 1931 roku (44,785 m).